# Plasmacell
Plasmaceller är högspecialiserade antikroppsproducerande B-celler. Plasmaceller har en mycket hög utsöndring av antikroppar och för att åstadkomma detta har de ett välutvecklat endoplasmatiskt retikulum.

## Utveckling
Nybildade B-celler och T-celler befinner sig i någon av kroppens lymfknutor och väntar där på att aktiverats av sitt antigen. För 10% av de naiva B-cellerna räcker antigenet som signal för att den ska utvecklas till en färdig plasmacell[källa behövs], men för de resterande 90% krävs en ytterligare signal. Det krävs nu att en Th2-cell som har lyckats bli aktiverad av samma antigen som den aktuella B-cellen binder till dennes MHCII-molekyl (med bundet antigen) med sin TCR. Efter detta binder även B-cellens CD40-molekyl till T-cellens CD40-ligand. Efter dessa båda signaler börjar B-cellen dela på sig och har då bildat färdiga plasmaceller.